# 卡尔·克里斯滕森
卡尔文·L·克里斯滕森（英語：Calvin L. Christensen，1927年7月8日—2011年8月31日），美国NBA联盟前职业篮球运动员。